# The European
 (novembre 2018).
The European est un hebdomadaire britannique fondé par Robert Maxwell. Il a été publié du 11 mai 1990 au 14 décembre 1998.

## Histoire
D'après Time magazine, Maxwell envisageait un tirage de 650 000 exemplaires, mais à la date du lancement les plans avaient été réduits à un tirage hebdomadaire plus réaliste  de 225 000. Les ventes les plus importantes n'ont en fait atteint que 180 000 exemplaires, dont plus de la moitié au Royaume-Uni.
Après le décès de Maxwell, les Britanniques David et Frederick Barclay ont acheté le journal en 1992, un investissement estimé à 110 millions de dollars et, en 1996, l'ont transformé en un journal haut de gamme de format tabloïd orienté vers la communauté des affaires, édité par Andrew Neil,.
En 1996, The European employait 70 personnes à Londres, 3 à Bruxelles, 1 à Paris, 1 à Berlin, 1 à Moscou, ainsi qu'un réseau de 100 rédacteurs indépendants à travers toute l'Europe.[réf. souhaitée]
Parmi les innovations du journal, une nouvelle inédite d'écrivains reconnus ou en devenir était publiée chaque semaine.[réf. souhaitée]

## Polémiques
Peter Ustinov crée la polémique[réf. souhaitée] le 10 juin 1993 avec une déclaration dans le journal, où il affirme : « Les Serbes sont un peuple en deux dimensions avec un besoin de simplicité et d’idéologie si basique, qu’on peut les comprendre sans effort. Ils ont besoin d’ennemis, pas d’amis, pour focaliser leurs idées bidimensionnelles. La vie est pour eux un air simple, jamais une orchestration ni même une harmonie agréable. Les animaux utilisent leurs ressources avec une félicité plus grande que ces créatures attardées dont l’abonnement à la race humaine est périmé depuis longtemps. »

## Contributeurs
- Jean Cavé, écrivain, journaliste et ancien rédacteur en chef du Journal du dimanche et à Paris Match.
- Roger Faligot, journaliste et écrivain.
- Émile Laugier, rédacteur en chef à Actuel de 1992 à 1994.
- Peter Millar (en), journaliste et écrivain anglais.
- Jean Schalit, journaliste, homme de presse et écrivain français.
- Peter Ustinov, écrivain, comédien et metteur en scène de théâtre et de cinéma britannique. Il publia trois livres compilant ses éditoriaux dans The European : Large (1991) et Still at Large 1993 et Still at Large 1995 [5],[6].